# Cercopis punctigera
Cercopis punctigera är en insektsart som beskrevs av Ernst Friedrich Germar 1821. Cercopis punctigera ingår i släktet Cercopis och familjen spottstritar. Inga underarter finns listade i Catalogue of Life.